# Göran Berg
Rolf Göran Kristoffer Berg (* 3. August 1940 in Lund, Skåne län) ist ein schwedischer Diplomat, der unter anderem zwischen 1983 und 1987 Botschafter in Syrien sowie von 1993 bis 1998 Botschafter in Belgien und zugleich in Luxemburg akkreditiert war. Er war ferner zwischen 1998 und 2002 Botschafter in Italien und als solcher auch in Albanien und Malta akkreditiert.

## Leben
Rolf Göran Kristoffer Berg, Sohn des Agronomen Erik Berg und Suzanne Stjernswärd, begann nach dem Schulbesuch ein Studium der Fachrichtung Zivilökonomie an der Handelshochschule Stockholm HHS (Handelshögskolan i Stockholm), welches er 1963 beendete. Im Anschluss trat er 1964 in den diplomatischen Dienst des Außenministeriums (Utenriksdepartementet) und war zunächst zwischen 1965 und 1967 an den Auslandsvertretungen in Moskau, von 1967 bis 1968 im Nahen Osten sowie zwischen 1968 und 1971 in Paris tätig. Im Anschluss fand er von 1972 bis 1975 Verwendungen an den Auslandsvertretungen in Helsinki und Genf, ehe er zwischen 1975 und 1979 Mitarbeiter der Ständigen Vertretung bei den Vereinten Nationen in New York City war. Im Anschluss war er von 1980 bis 1983 Leiter der Unterabteilung I der Politischen Abteilung des Außenministeriums.
Berg wurde 1983 als Nachfolger von Sten Strömholm Botschafter in Syrien und verblieb auf diesem diplomatischen Posten in Damaskus bis 1987, woraufhin Rolf Gauffin ihn ablöste. Nach seiner Rückkehr fungierte er zwischen 1987 und 1990 als stellvertretender Leiter der Politischen Abteilung des Außenministeriums und im Anschluss von 1990 bis 1993 Berater der Generalsekretärin des Europarates, Catherine Lalumière, für die Bereiche Osteuropa und die Europäische Sicherheitskonferenz. 1993 übernahm er von Henrik Liljegren das Amt als Botschafter in Belgien und war mit Amtssitz in Brüssel bis zu seiner Ablösung durch Anders Oljelund 1998 zugleich in Luxemburg akkreditiert.
Göran Berg wiederum löste 1998 Torsten Örn als Botschafter in Italien ab und war als solcher mit Amtssitz bis zu Ablösung durch Staffan Wrigstad auch in Albanien und Malta akkreditiert. Nach Beendigung dieser Tätigkeit wurde er 2002 noch Generalkonsul in Jerusalem.